# James H. Fay

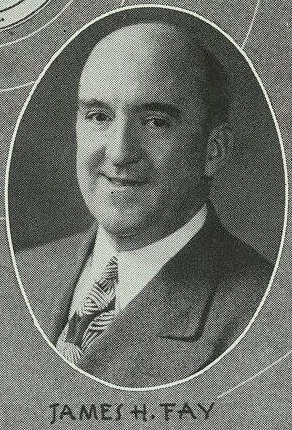
James H. Fay

James Herbert Fay (* 29. April 1899 in New York City; † 10. September 1948 ebenda) war ein US-amerikanischer Politiker. Er vertrat zwischen 1939 und 1941 sowie zwischen 1943 und 1945 den Bundesstaat New York im US-Repräsentantenhaus.

## Werdegang
James Herbert Fay wurde ungefähr acht Monate nach dem Ende des Spanisch-Amerikanischen Krieges in New York City geboren und wuchs dort auf. In dieser Zeit besuchte er öffentliche Schulen und das De La Salle Institute. Während des Ersten Weltkrieges diente er als Private First Class im 69. Regiment der 165. Infanterie in Übersee und schied dann nach dem 11. Oktober 1919 aus der Armee aus. Ihm wurde in dieser Zeit das Purple Heart verliehen. Er graduierte 1929 an der Brooklyn Law School. Zwischen 1929 und 1934 arbeitete er als Deputy und Acting Commissioner of Hospitals in New York City. Er war zwischen 1935 und 1938 Chief Field Deputy im United States Bureau of Internal Revenue.
Politisch gehörte er der Demokratischen Partei an. Bei den Kongresswahlen des Jahres 1938 für den 76. Kongress wurde Fay im 16. Wahlbezirk von New York in das US-Repräsentantenhaus in Washington, D.C. gewählt, wo er am 4. Januar 1939 die Nachfolge von John J. O’Connor antrat. Im Jahr 1940 erlitt er bei seiner Wiederwahlkandidatur eine Niederlage und schied nach dem 3. Januar 1941 aus dem Kongress aus. Er kandidierte im Jahr 1942 für den 78. Kongress. Nach einer erfolgreichen Wahl trat er am 4. Januar 1943 die Nachfolge von William T. Pheiffer an. Da er auf eine erneute Kandidatur im Jahr 1944 verzichtete, schied er nach dem 3. Januar 1945 aus dem Kongress aus.
Nach seiner Kongresszeit ging er in New York City bis zu seinem Tod Werbe- und Versicherungsgeschäften nach. Am 10. September 1948 verstarb er dort und wurde dann auf dem Pinelawn National Cemetery in Farmingdale beigesetzt.